# Mahomed Guadix
Abu Hadjad, también llamado Mahomed Guadix ( † 1392) fue un rey nazarí de Granada, sucesor del Mahomed el Viejo que ocupó el trono durante trece años. En su reinado se dedicó a proteger la agricultura, el comercio y las bellas artes. A él se deben un gran número de monumentos levantados en Granada y Guadix. Mantuvo amistad con el rey don Juan de Castilla, está considerado el mejor y más sabio de los reyes moros españoles.
- Datos: Q3277868